# 企业资产管理系统
企业资产管理系统（Enterprise Asset Management，EAM），是以信息技术手段来实现提高资产密集型企业的资产利用率、降低运行维护成本等目标的一系列提高企业市场竞争力的解决方案。
EAM也是企业档案管理的缩写。